# Melchior von Diepenbrock
Báró Melchior Ferdinand Joseph von Diepenbrock (Bocholt, Észak-Rajna-Vesztfália, 1798. január 6. – 1853. január 20.) boroszlói hercegpüspök és bíboros.

## Élete
Bonnban a katonai iskolába járt, az 1815-ös napóleoni háborúkban mint a 13. porosz honvédezred önkéntese vett részt. A háború után családjának barátjához, Johann Michael Sailerhez ment a bajorországi Landshutba, és ott előbb az államtudományokat, majd a teológiát tanulta. Sailert követte Regensburgba, ahol 1823. december 27-én pappá szentelték. Amikor Sailer regensburgi püspök lett, Diepenbrock mint titkár, majd mint kanonok és vikárius működött volt mestere, későbbi kebelbarátja oldalán. 1845-ben boroszlói hercegpüspök lett. A legmostohább viszonyok között vette át az egyházmegye kormányzását. A papság egy részénél a fegyelem meglazult, az egyházmegyében egyházellenes szellem és irányzat kezdett lábrakapni, amely állami pártfogásban részesült. Mindezek ellenében apostoli buzgalommal és eréllyel lépett föl. Gyermekszemináriumot és a teológusok számára konviktust alapított, a papság számára lelkigyakorlatokat, a hívők számára missziókat honosított meg. 1849-ben a porosz hadsereg ideiglenes tábori vikáriusává nevezték ki. 1850-ben IX. Piusz pápa a bíborosi méltósággal ruházta föl. Összes vagyonát végrendeletileg egyházmegyei célokra hagyta. Fiatalkorában foglalkozott az irodalommal is, prédikációi és püspöki pásztorlevelei irodalmi becsűek.

## Munkái

### Levelek
- 18 levél Ida Hahn-Hahn grófnőnek 1850. január 13-tól 1852. február 14-ig[7]
- Annette von Droste-Hülshoffnak, Maximilian-Friedrich von Droste zu Hülshoff komponista unokahúgának írt levelei[8]
- Sämmtliche Hirtenbriefe (Münster, 1853)
- Briefe von Sailer, Diepenbrock und Passavant (Frankfurt, 1860)

### Írások
- Geistlicher Blumenstrauß aus spanischen und deutschen Dichter-Gärten, den Freunden der christlichen Poesie dargeboten., Johann Esaias von Seidel, Sulzbach/Regensburg, 1826 (Sammlung).
- Heinrich Susos, genannt Amandus, Leben und Schriften, Regensburg, 1829
- Zum Andenken an Alfred Stolberg, des Grafen Friedrich Leopold von Stolberg seligen Sohn. Pustet, Regensburg, 1835
- Gesammelte Predigten, Regensburg, 1841–1843
- Hirtenbrief des hochwürdigsten Herrn Fürstbischofes von Breslau, Melchior Freiherr von Diepenbrock, an den gesammten ehrwürdigen Clerus und alle Gläubigen des Bisthums bei seinem Amts-Antritte erlassen. Heinrich Richter, Breslau 1845; 3. Auflage in Kommission bei G. Ph. Aderholz (Druck und Papier von Heinrich Richter), Breslau, 1845
- Flämmisches Still-leben nach Conscience. (Regensburg, 1845)
- Gesammelte Predigten (Regensburg, 1841, 3. kiadás 1849)
- Hirtenbriefe Sr. Eminenz des Cardinal-Fürstbischofs von Breslau, Melchior Freiherrn von Diepenbrock, Doctor der Theologie, Ritter etc. etc. („Mit Genehmigung Sr. Eminenz des Cardinal-Fürstbischofs. Der Erlös ist für die Herstellung der vom heiligen Willibrordus erbauten St. Martin’s Pfarrkirche zu Emmerich am Rhein“), Aschendorff, Münster, 1853.